# 221
Cette page concerne l'année 221  du calendrier julien. Pour l'année 221 av. J.-C., voir 221 av. J.-C. Pour le nombre 221, voir 221 (nombre).
L'année 221 est une année commune qui commence un lundi.

## Événements
- 15 mai, Chine : fondation du royaume de Shu par Liu Bei, qui se proclame empereur[1], après la mort de Zhang Fei lors de la campagne de Liu Bei contre Sun Quan.
- 26 juin, Rome (date probable, entre le 14 et le 30 juin) : le jeune Alexianus (futur Sévère Alexandre) est adopté par son cousin Élagabal et fait César. Le 10 juillet il est coopté parmi les Sodales Augustales[2].
- Juillet (date probable) : Élagabal, jaloux de Alexianus, annonce sa destitution au Sénat et aux Prétoriens. Il recrute des sbires pour tuer le jeune homme, mais les Prétoriens révoltés envahissent l'hippodrome des jardins impériaux, où ils forcent l'empereur à réintégrer son cousin ; le Préfet du prétoire Antiochianus les détourne de leur intention initiale de tuer Élagabal, mais revenus au camp, ils insistent pour qu'il congédie tous ses favoris, adopte un comportement respectable, et que son cousin soit protégé contre les tentatives d'assassinat et éloigné de la cour débauchée. L'empereur accepte, mais fait de son mieux pour garder auprès de lui son favori Hiéroclès, esclave Carien et aurige[3].

- Après le 29 août, Rome : Élagabal épouse Annia Faustina après avoir répudié Julia Aquilia Severa[4]. Il se serait de nouveau marié avec cette dernière la même année.

## Décès en 221
- Zhang Fei, général chinois.